# RTE international
RTE international est une société de conseil et d’ingénierie, créée en 2006, couvrant l’ensemble des métiers du transport d’électricité. L'entreprise fournit des services auprès des gestionnaires de réseau de transport électrique et des producteurs d’énergies renouvelables. Elle travaille principalement en Afrique et en Europe et dans une moindre mesure en Amérique du Sud, en Asie et dans le Pacifique.
RTE international est une filiale de RTE, le plus grand gestionnaire de réseau de transport d’électricité en Europe qui exploite 106 000 km de lignes haute tension et 51 interconnexions. RTE international emploie 50 salariés et près d’une centaine d’experts par an.

## Projets

### Transition énergétique
La filiale travaille pour des projets de développement de champs éolien offshore. RWE a notamment sélectionné RTE international en tant que consultant technique pour les systèmes HVDC du parc éolien offshore de 1,4 GW de Sofia, située sur Dogger Bank dans le centre de la mer du Nord, à 195 kilomètres de la côte nord-est du Royaume-Uni.

### Électrification de l’Afrique
RTE international accompagne la mise en place d’un marché commun de l’électricité dans quatorze des états membres de la CEDEAO. Ce marché doit permettre d'améliorer l’accessibilité, la compétitivité et la fiabilité de l'électricité. L’entreprise appuie depuis 2019 l’opérationnalisation de l’organe qui coordonnera ce marché commun, le Centre d’Information et de Coordination (CIC) du Système d’Echanges d’Energie Electrique Ouest Africain (EEEOA) situé à Cotonou au Bénin.

### Ingénierie
RTE international réalise des travaux d’ingénierie d’infrastructures électriques. Elle participe notamment au renforcement du réseau électrique de Dakar via la pose de deux câbles souterrains 225kV, la création de deux nouveaux postes GIS 225/90kV et la réalisation d’un câble sous-marin 225kV traversant la baie de Gorée.

### Logiciels
L’entreprise développe des logiciels de coordination pour les opérateurs de réseau de transport électrique afin de rendre les réseaux interconnectés plus flexible. Ces logiciels permettent aux opérateurs d’échanger des informations et de se coordonner pour trouver la solution la plus efficace et la plus économique. Ce service est basé sur la solution open source Let's Coordinate.

### Maintenance des lignes haute tension
RTE international, via sa filiale RTEi Netherlands, a réalisé un projet héliporté de changement de balises avifaunes sur des lignes à haute tension aux Pays-Bas en 2020. Le projet a été réalisé conjointement avec Airtelis, la filiale de RTE qui effectue les opérations héliportées, et TenneT.